# Нижнее Вельяминово
Нижнее Вельяминово — деревня в Зарайском районе Московской области, в составе муниципального образования сельское поселение Гололобовское (до 28 февраля 2005 года входила в состав Гололобовского сельского округа). На 2016 год в Нижнем Вельяминово 5 садовых товариществ.

## География
Нижнее Вельяминово расположено в 3 км на северо-восток от Зарайска, на левом берегу реки Осётрик, у впадения малой реки Коровёнка, высота центра деревни над уровнем моря — 129 м.

## Население
| 2002 | 2006 | 2010 |
| ---- | ---- | ---- |
| 29   | ↘24  | ↘15  |

## История
Нижнее Вельяминово впервые в исторических документах упоминается в XIV веке как Вельяминова, названная по фамилии владельца Тимофея Вельяминова. В 1790 году числилось 20 дворов, 139 жителей, в 1858 году — 15 дворов и 68 жителей, в 1906 году — 12 дворов и 138 жителей. В 1930 году был образован колхоз «Красное знамя», с 1950 года в составе колхоза «Большевик», с 1960 года — совхоз «Большевик».